# 최재영 (축구 선수)
최재영(1998년 3월 18일 ~ )은 대한민국의 축구 선수로 현재 K리그2 부천 FC 1995에서 공격형 미드필더로 활약하고 있다.

## 클럽 경력

### 포항 스틸러스
포항제철중학교, 포항제철고등학교를 거쳐 2018년 12월 포항 스틸러스에 입단했지만 이수빈, 이승모와의 주전 경쟁에서 밀려 단 1경기도 출전하지 못했고 결국 2021년 6월 30일 포항 스틸러스와의 계약을 종료했다.

### 부천 FC 1995
포항 스틸러스에서의 주전 경쟁에서 밀려난 끝에 포항에서 방출된지 하루만인 7월 1일 K리그2의 부천 FC 1995로 이적한 뒤 김천 상무와의 2021년 K리그2 23라운드 원정 경기에서 교체 투입을 통해 정식 프로 데뷔전을 치렀고 안산 그리너스와의 24라운드 홈 경기에서는 프로 데뷔 이후 처음으로 선발 데뷔 무대를 밟으며 팀의 4-3 승리에 이바지하는 등 2021 시즌에서만 9경기를 출전했다.
그리고 2022 시즌에 접어든 후 수원 FC와의 2022년 FA컵 3라운드에서 프로 데뷔골을 터뜨리는 등 공식전 22경기 1골을 기록하며 팀의 FA컵 8강 진출, 3년만의 K리그2 준플레이오프 진출에 기여했고 2023 시즌에서도 공식전 27경기 1득점 1어시스트로 2회 연속 K리그2 준플레이오프 진출에 이바지하며 부천의 핵심 미드필더로 자리를 굳혔다.

## 국가대표팀 경력

### 대한민국 U-17
2013년 9월 23일 괌과의 2014년 AFC U-16 챔피언십 예선 H조 1차전에서 U-17 대표팀 데뷔전을 치른 후 2015년까지 24경기 1득점을 기록하며 6년만의 U-17 아시안컵 준우승 및 6년만의 U-17 월드컵 본선 진출 그리고 2015년 FIFA U-17 월드컵 16강 진출에 기여했으나 2015년 FIFA U-17 월드컵 본선에서 십자인대 부상을 당하면서 고교 3학년 내내 재활 치료에만 몰두해야 했고 결국 이로 인해 프로 직행이 아닌 포항 스틸러스의 우선 지명 선수로 중앙대학교에 17학번으로 진학했다.

## 대회 성적

### 클럽
부천 FC 1995
- K리그2 : 4위 (2022)

### 국가대표팀
대한민국 U-17
- AFC U-17 아시안컵 : 준우승 (2014)